# Citoyenneté (parti politique)
Pour les articles homonymes, voir Citoyenneté et Parti populaire socialiste.
Citoyenneté (en portugais : Cidadania, abrégé en CID) est un parti politique brésilien fondé en 1992 comme Parti populaire socialiste lors de la transformation du Parti communiste brésilien à la suite de l'effondrement de l'Union soviétique.

## Présentation
Aux élections générales de 2002, le PPS obtient 3,1 % des voix, 15 sièges de députés et un sénateur. Il entre alors dans la coalition de Luiz Inácio Lula da Silva jusqu'en décembre 2004. En 2006, le PPS soutient la candidature présidentielle de Geraldo Alckmin (PSDB) et obtient, lors des élections générales, 3,9 % des voix, 21 sièges de députés et un sénateur.
À la suite de ces élections, le PPS tente de constituer un nouveau parti, dénommé Mobilisation démocratique, en fusionnant avec le Parti de la mobilisation nationale et le Parti humaniste de solidarité mais la procédure est rejetée par le Tribunal suprême fédéral et les partis impliqués reprennent leur existence.
En 2010, le PPS maintient son soutien à la coalition de centre droit qui présente José Serra comme candidat présidentiel. Lors des élections parlementaires, le PPS s'effondre à la chambre des députés, passant de 22 sièges à 12, mais en revanche il retrouve un mandat de sénateur.
À la suite de l'élection de Jair Bolsonaro, le parti change son nom en Cidadania (Citoyenneté), en abandonnant officiellement la social-démocratie pour le social-libéralisme.